# Kalebstraube

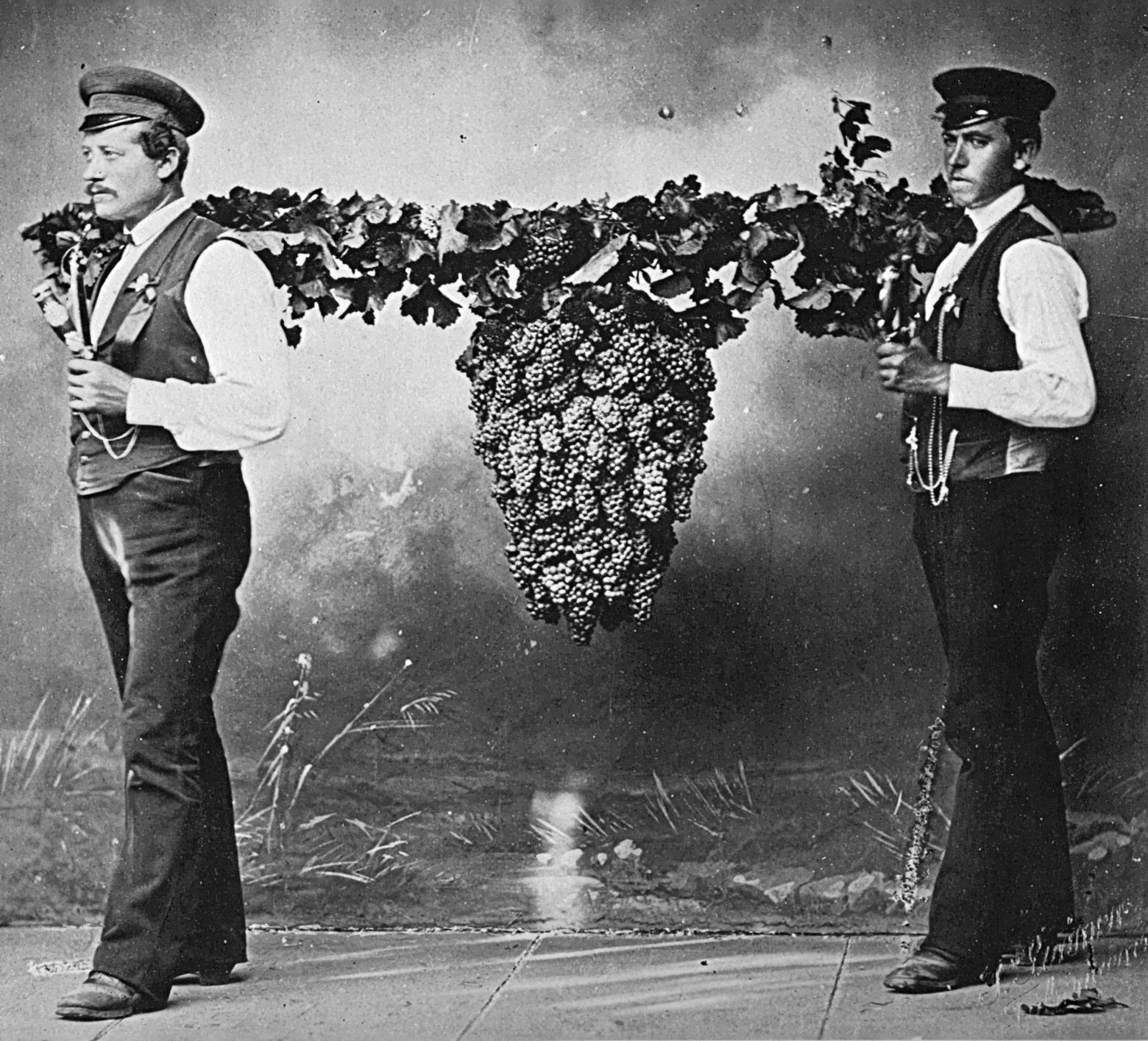
Gôgen (Tübinger Weingärtner) mit Kalebstraube (1890er Jahre)

Eine Kalebstraube (bisweilen landschaftlich ein Kalebstrauben) wird aus vielen einzelnen Trauben zusammengebunden und auf den Schultern zweier Männer getragen.

## Religiöser Hintergrund

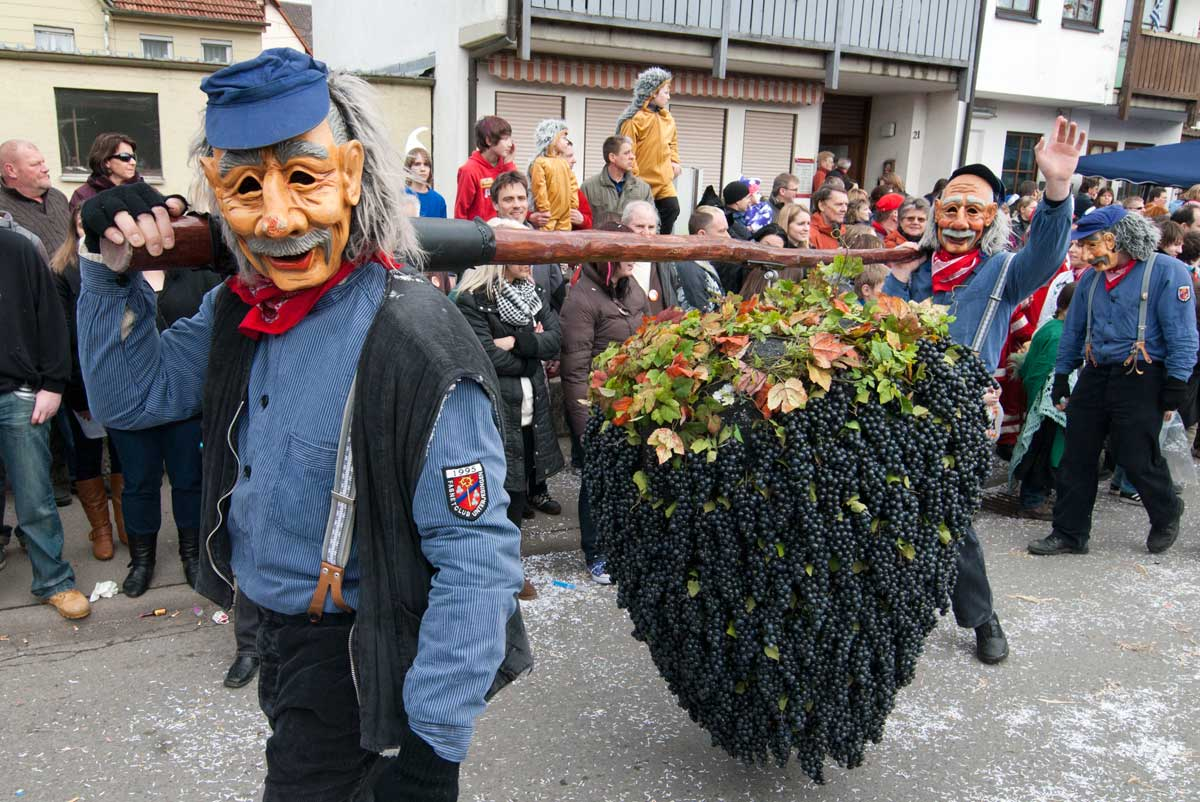
Kalebstraube im Fasnets in Rottenburg-Dettingen am 13. Februar 2011

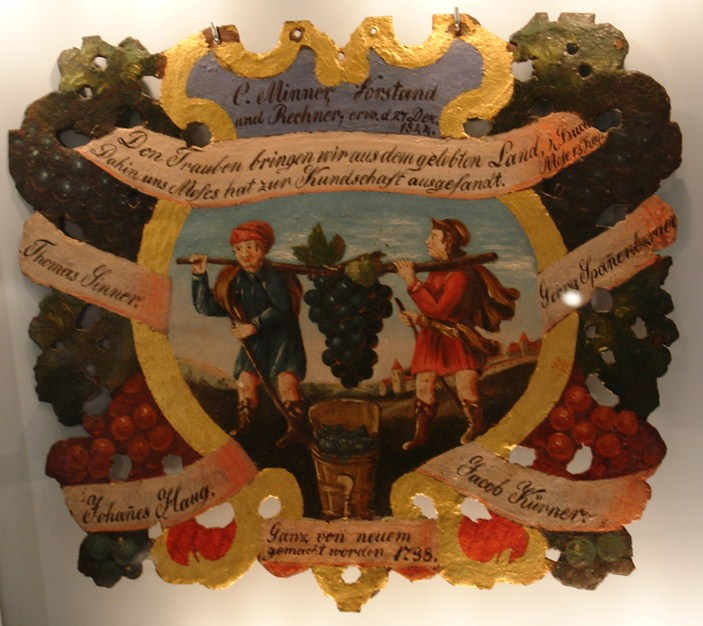
Kalebstraube im Tübinger Stadtmuseum. Dieses bemalte Eisenschild von 1738 wurde von der Weingärtnerzunft als sogenanntes Stubenzeichen benutzt. Neben den aus dem gelobten Land zurückkehrenden Kundschaftern mit der Riesentraube sind die Namen von Zunftmeistern aufgebracht.

Moritz Retzsch: Kalebstraube auf Blatt 7 des Winzerzugs von 1840, von der sächsischen Hoflößnitz aus

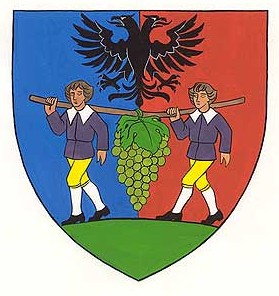
Kalebstraube als Wappenfigur (Poysdorf)

Die Kalebstraube spielt auf eine Erzählung aus dem 4. Buch Mose, Kapitel 13 und 14 an (Num 13–14 ). Aus der Wüste Paran schickte Mose zwölf Kundschafter aus, die das Land Kanaan erkunden sollten, darunter auch Josua und Kaleb. Sie brachten von ihrem Erkundungsgang nach 40 Tagen eine Rebe mit einer Weintraube mit, die so groß war, dass sie von zwei Männern auf einer Stange getragen werden musste. Sie berichteten von einem Land, in dem Milch und Honig flössen. Zehn der zwölf Kundschafter schilderten das Land Kanaan als uneinnehmbar. Nur Josua und Kaleb ermahnten das Volk Israel, auf Gott zu vertrauen. Zur Strafe mussten die Israeliten in der Wüste umherziehen, bis alle Zweifler umgekommen waren. Einzig Josua und Kaleb gelangten ans Ziel. (Vgl. Josua-und-Kaleb-Brunnen in Stuttgart)
Die Traube war zunächst Sinnbild des Reichtums und Überflusses, wurde im Mittelalter außerdem zum Symbol des Erlösers am Kreuz. Viele Darstellungen der geschilderten Bibelszene zeigten später den vorderen Rebenträger als Vertreter des Judentums, das dem Christentum vorangeht, und den hinteren Träger als einen Heiden, der sich bekehren lässt und Christus nachfolgt. 
Darstellungen der Szene waren zunächst meist in Kirchen und als Bibelillustrationen zu finden. Später wurden in Weinbaugebieten auch profane Gegenstände oder Gebäude (wie etwa das Torgglhaus in Bozen) damit geschmückt und die religionsgeschichtliche Bedeutung der Szene geriet gegenüber dem Motiv der Freude und der gemeinsam getragenen Last wieder in den Hintergrund.

## Die Kalebstraube der Tübinger Weingärtner
Eine Kalebstraube bildete den Mittelpunkt der Umzüge der Tübinger Weingärtner. Die Umzüge wurden in Tübingen zu Ehren des heiligen Urban bis Ende des 19. Jahrhunderts jeweils im Herbst durchgeführt. Dabei erschienen die Weingärtner in ihrer Tracht, gekennzeichnet durch eine rote Weste mit silberglänzenden Knöpfen. Die Kalebstraube wurde jeweils am Ende des Umzugs verlost. Gegen Ende des 19. Jahrhunderts gewann sie einer dreimal hintereinander. Daraufhin bekam er den Beinamen Kaleb. Dieser Brauch wurde seit 1936 wieder aufgenommen und ist auch heute noch gelegentlich bei Umzügen und Stadtfesten zu sehen.

## Das Wappen von Poysdorf
Seit 1657 führt die Gemeinde Poysdorf im niederösterreichischen Weinviertel zwei Knaben mit einer Kalebstraube in ihrem Wappen. 1999 wurde am Weinmarktplatz ein von Gerald Lechner gestaltetes Denkmal mit dem Motiv der Kalebstraubenträger errichtet.